# SMILY/유리구슬
〈SMILY / 유리구슬〉(일본어: SMILY / ビー玉 SMILY / 비다마[*])은 일본의 가수 오오츠카 아이의 8번째 싱글로, 2005년 5월 10일 발매되었다.
〈SMILY〉는 〈Happy Days〉 이후로 어둡거나 애절한 분위기의 발라드만을 연이어 싱글로 발매하다가 나온 밝은 분위기의 업 템포 곡으로, 뮤직 비디오 역시 곡 분위기에 맞게 바닷가에서 촬영되었다. 해변에서 사람들과 노는 모습이 주를 이루고 있다. 노래 제목 SMILY의 정확한 표기법은 원래 SMILELY가 맞으나, 이것은 오오츠카 아이 본인의 의도에 의한 것이지, 실수는 아니라고 알려져 있다. 〈사쿠란보〉를 잇는 경쾌한 곡으로 인기가 많았으나, 발매된 후 일본의 밴드 wyse의 〈Friend〉(2005년 1월 발매)라는 곡과 후렴구가 유사해 표절 의혹에 휩싸이기도 한 곡이다.
〈SMILY〉와 공동 타이틀 곡인 〈ビー玉〉도 역시 밝은 분위기의 곡이다. 유리구슬에 비친 자신의 모습을 들여다 보면서 "나중에 다시 유리구슬을 들여다 봐도 웃고 있지 않을까"하는 가사의 노래다. 간주 부분에 알아들을 수 없는 음성이 등장하는데, 이것은 오오츠카 아이 본인이 말한 것이 백마스킹되어 있는 것이다. 이 곡은 오오츠카 아이 본인이 출연한 광고 음악으로 사용되었다. 이 곡도 뮤직 비디오를 촬영했지만, 싱글에 있는 DVD에는 이 곡의 뮤직 비디오가 없고, 3번째 정규 앨범 《LOVE COOK》에 수록되어 있다.
2005년 5월 셋째 주 오리콘 주간 싱글 차트에서 110,512장의 판매량으로 1위를 차지함으로써 오오츠카 아이의 싱글들 중 처음으로 1위를 기록한 싱글이 되었다. 이 싱글이 기록한 110,512장이라는 첫주 판매량은 오오츠카 아이의 싱글들 중 가장 높은 기록으로 현재도 깨지지 않고 있다.
〈SMILY〉와 〈ビー玉〉 모두 3번째 정규 앨범 《LOVE COOK》에 수록되었고, 베스트 앨범 《아이 am BEST》에도 수록되었다.

## 곡목
CD
1. SMILY
2. ビー玉 (유리구슬)
3. SMILY (Instrumental)
4. ビー玉 (Instrumental)

DVD
1. SMILY (Music Clip)